# Acropora paragemmifera
Acropora paragemmifera là một loài san hô trong họ Acroporidae. Loài này được Claereboudt mô tả khoa học năm 2006.